# John Frederick Kensett
John Frederick Kensett (Cheshire, Connecticut, 22 de marzo de 1816-Nueva York, 14 de diciembre de 1872) fue un pintor estadounidense, representante del llamado luminismo americano. 

## Biografía

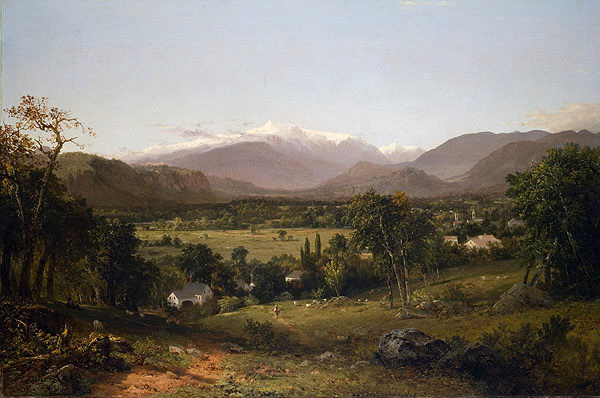
Monte Washington, valle de Conway, colección del Wellesley College, Wellesley (Massachusetts)

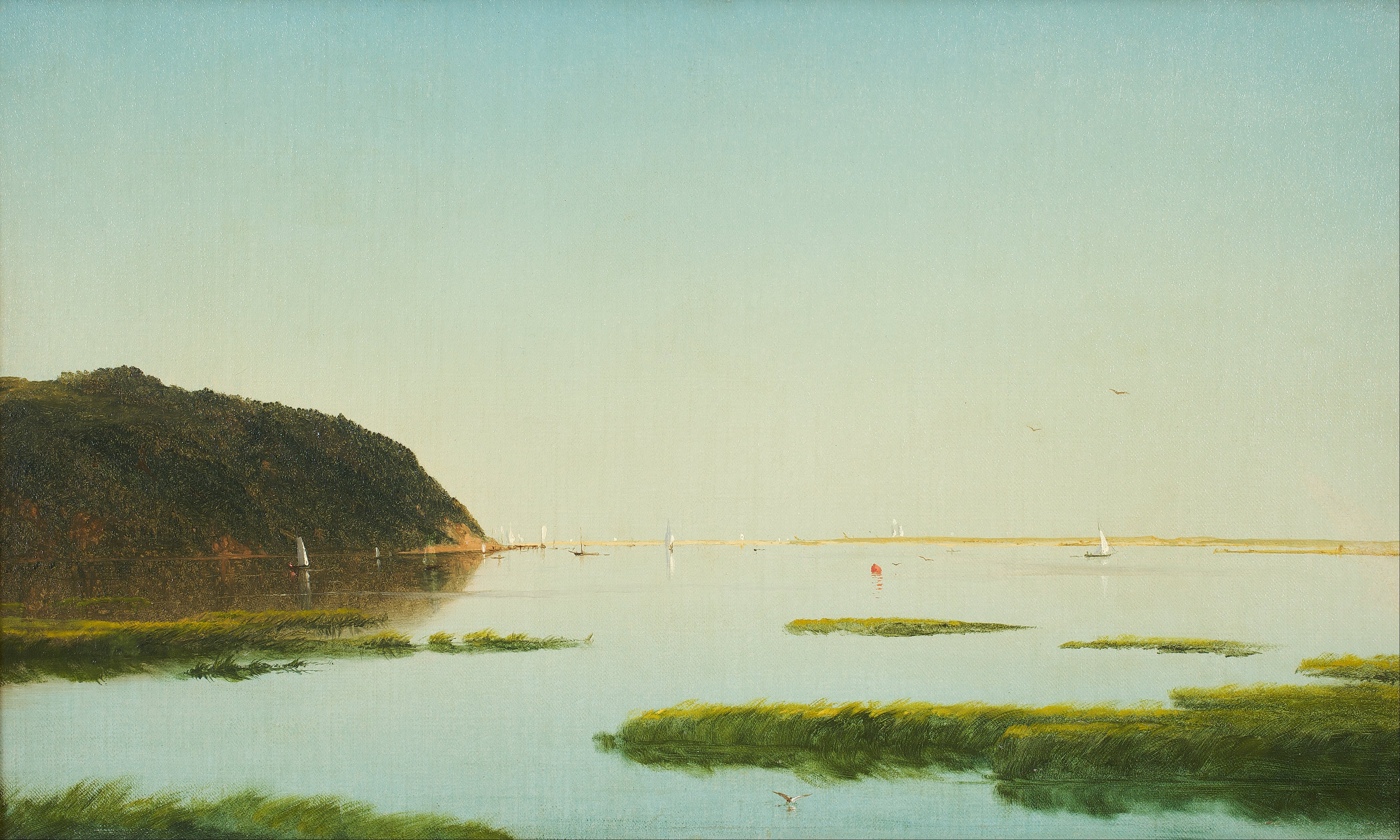
Vista del río Shrewsbury, Nueva Jersey (1859), Zimmerli Art Museum at Rutgers University, Nuevo Brunswick (Nueva Jersey)

Se formó como grabador en el taller de su padre, Thomas Kensett, en New Haven. En los años 1830 comenzó a dedicarse a la pintura de paisaje, especialmente de Nueva York y Nueva Inglaterra, así como paisajes marinos de las costas de Nueva Jersey, Long Island y Nueva Inglaterra. En 1843 hizo un viaje de estudios a Europa, junto a Asher Brown Durand, John Casilear y Thomas Rossiter. En su viaje por Europa admiró sobre todo el paisajismo clásico y sereno de Claudio de Lorena, así como los paisajistas holandeses (Meindert Hobbema, Adriaen van de Velde, David Teniers el Joven), de los que aprendió a usar el pincel sin dejar huellas en el lienzo, así como la atención al detalle y la elaboración de cuadros con superficies lisas y esmaltadas.
En 1847 ingresó en la National Academy of Design. En 1849 viajó de nuevo con Durand y Casilear por el río Hudson, siguiendo las huellas de Thomas Cole, fundador de la Escuela del río Hudson.
Su estilo inicial estuvo influido por la obra de Thomas Cole, así como los paisajistas ingleses, sobre todo John Constable. Sin embargo, desde 1855 se adentró en el luminismo, un estilo caracterizado por el efecto de la luz en los paisajes, el uso de la perspectiva aérea y la pincelada suelta. Por lo general pintaba cuadros de pequeño formato, captando pequeñas variaciones lumínicas y atmosféricas de los paisajes que más le gustaban, como Newport, Beverly y el lago George.